# Front populaire et socialiste
Le Front populaire et socialiste (en lituanien, Socialistinis liaudies frontas) est un parti politique lituanien de gauche fondé le 19 décembre 2009 à la suite de la fusion du Parti socialiste de Lituanie (en) et du Parti du front (en). Tenue à l'université de Vilnius, la fondation du parti est approuvée par un vote affirmatif de 96 délégués sur 102 présents. Algirdas Paleckis, le président du Parti du front, est choisi à l'unanimité comme premier président du nouveau parti.
Le parti participe au 22e séminaire communiste international en 2013.

## Idéologie et programme politique
L'idéologie du Front populaire et socialiste est le socialisme démocratique. Les statuts et le programme du parti ont été ratifiés lors de la fondation du parti le 19 décembre 2009. Ils indiquent que le « parti est une partie inséparable du mouvement de gauche internationale. Il poursuit activement le renforcement des liens d'amitié entre la Lituanie et d'autres pays, se bat pour la poursuite et le renforcement de la paix, et maintient le contact avec les organisations non gouvernementales internationales qui adhèrent aux principes de la démocratie et du socialisme ». Les objectifs du parti comprennent « l'institution du socialisme démocratique en Lituanie et le renforcement d'un public unifié dont les membres s'entraideraient ».

## Présidence du parti
- Algirdas Paleckis (en) (2009-2014)
- Edikas Jagelavičius (2014-2017)
- Giedrius Grabauskas (2017-)

## Résultats électoraux

### Élections législatives
| Année | Voix               | %                  | Rang               | Sièges             | Gouvernement       |
| ----- | ------------------ | ------------------ | ------------------ | ------------------ | ------------------ |
| 2012  | 16 515             | 1,21               | 11e                | 0 / 141            |                    |
| 2016  | Ne se présente pas | Ne se présente pas | Ne se présente pas | Ne se présente pas | Ne se présente pas |